# Gajlity
Gajlity (deutsch Galitten) ist ein Ort in der polnischen Woiwodschaft Ermland-Masuren. Er gehört zur Landgemeinde Lidzbark Warmiński (Heilsberg) im Powiat Lidzbarski (Kreis Heilsberg).

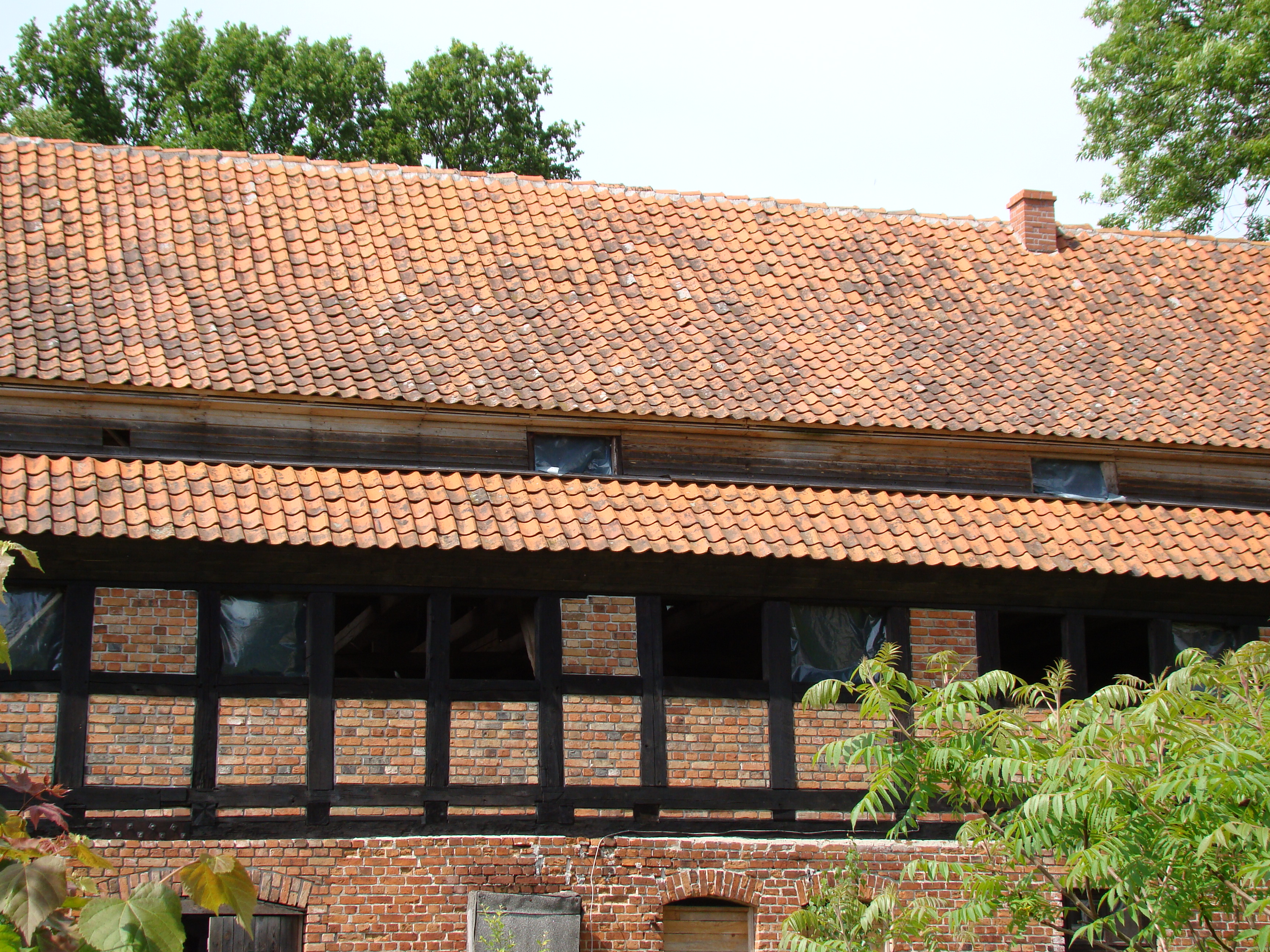
Der restaurierte Fachwerkspeicher von 1844

|  |

## Geographisches Lage
Gajlity liegt am Westufer des Blankensees (polnisch Jezioro Blanki) im nördlichen Westen der Woiwodschaft Ermland-Masuren, 13 Kilometer südlich der Kreisstadt Lidzbark Warmiński (Heilsberg).

## Geschichte
Das einstige Gallitten – erst nach 1785 Galitten geschrieben – war bis 1945 ein kleiner Gutsort mit einem bis heute erhaltenen Gutshaus und einem 300 Hektar großen Park am Blankensee. Besitzer des Guts waren von 1748 bis 1780 eine Familie von Hatten, in der ersten Hälfte des 19. Jahrhunderts eine Familie von Knoblauch, in der zweiten Hälfte dann eine Familie Langenstraßen. In diese Familie war der nachfolgende Eigentümer Reinhard Brunck eingeheiratet, der das Gut bis 1911 besaß und es dann an Leo Perk verkaufte, der es bis 1945 bewirtschaftete. Schwerpunkte des Betriebes waren Rinderzucht und Milchproduktion.
Das einstöckige und mit einem Giebeldach versehene Gutshaus hat noch heute eine malerische Lage am See. Gebaut wurde es in der Wende vom 18. zum 19. Jahrhundert und wurde von den heutigen privaten Besitzern genauso wie der Fachwerkspeicher von 1844 sorgsam restauriert. Vor der Hausfassade stehen große Lindenbäume, auf der Seite zum Park befindet sich eine große Veranda. Eine Dielentreppe mit verziertem Geländer im Innern, erinnert noch an „alte Zeiten“, ebenso originale Fliesen- und Parkettfußböden.
Galitten war bis 1928 ein eigenständiger Gutsbezirk, der 1874 in den Amtsbezirk Stolzhagen (polnisch Kochanówka) im ostpreußischen Kreis Heilsberg, Regierungsbezirk Königsberg, aufgenommen wurde. Im Jahre 1910 zählte das kleine Dorf 81 Einwohner.
Am 30. September 1928 verlor Galitten seine Eigenständigkeit, als der Gutsbezirk in die benachbarte Landgemeinde Soritten (polnisch Suryty) eingemeindet wurde.
In Kriegsfolge wurde 1945 das gesamte südliche Ostpreußen an Polen abgetreten. Gailitten erhielt in diesem Zusammenhang die polnische Namensform „Gajlity“ und ist heute eine Osada (= „Siedlung“) in der Gmina Lidzbark Warmiński (Landgemeinde Heilsberg) im Powiat Lidzbarski (Kreis Heilsberg), von 1975 bis 1998 der Woiwodschaft Olsztyn, seither der Woiwodschaft Ermland-Masuren zugehörig.

## Religion
Gajlity gehört heute wie bereits Galitten bis 1945 zur römisch-katholischen Pfarrei Kochanówka (Stolzhagen), heute im Erzbistum Ermland gelegen.
Bis 1945 war Galitten außerdem in die Evangelische Kirche Heilsberg in der Kirchenprovinz Ostpreußen der Kirche der Altpreußischen Union eingegliedert. Heute gehört der Ort zur Diözese Masuren der Evangelisch-Augsburgischen Kirche in Polen.

## Verkehr
Gajlity liegt an einer anfangs als 1533N gekennzeichneten Nebenstraße, die die polnische Landesstraße 51 (hier im Abschnitt der einstigen deutschen Reichsstraße 134) bei der Stadt Lidzbark Warmiński (Heilsberg) mit der Woiwodschaftsstraße 593 bei Radostowo (Freudenberg) verbindet. 
Eine Bahnanbindung besteht nicht.